# Vicente Guallart
Vicente Guallart   (València, 1963) és un arquitecte valencià. Va ser arquitecte en cap de l'Ajuntament Barcelona del 2011 fins al 2015.
Va obrir el seu despatx d'arquitectura a Barcelona l'any 1992. Va ser cofundador de l'Institut d'Arquitectura Avançada de Catalunya (IAAC) i el va dirigir del 2003 fins al 2011. Va ser també director del Màster d'Arquitectura Avançada del 2001 fins al 2011, coorganitzat entre l'IAAC i la UPC.
El 2015 va acceptar una posició a la High School of Economics de Moscou.

## Projectes[5]
- Wroclaw Mountain Expo 2012
- Torre Sharing. Sociopolis-València. (2005-2007)
- Kim Hyng Yoon Co Headquarters. Paju Book City. Seül (Corea) (2001-2005)
- 34 apartaments a Cambrils. Tarragona (Espanya) (2002-2006)
- Fugee Turistic Harbour. Taiwan (2004-2007)
- Batoutz Touristic Harbour. Taiwan (2004-2007)
- Keelung Ocean Plaza. Taiwan (2004-2007)
- Vinaroz Fish Market. Vinaròs (Espanya) (2004-)
- Hortal house. Coma-ruga, Barcelona (Espanya) (2001-2004)
- Denia Mountain Project. Dénia, Alacant (Espanya) (2003-)
- Web Hotel. Fabrications at MACBA. Barcelona (Espanya) (1998)
- Metapolitan Loft (2001-2004)
- House in the historic center of Barcelona. (1992)
- Plaza del Árbol. València (Espanya)(1991)
- Museo de Belleza. València (Espanya)(2002-2005)
- Instituto Valenciano de Vivienda (en projecte), València (Espanya).

## Publicacions
- 2015: Plans i projectes de Barcelona 2011-14. Vicente Guallart i Carles Barcena, ISBN 978-8498506921
- 2012: La ciudad autosuficiente, Vicente Guallart, ISBN 9788490062463